# ペドロ・モスケラ
ペドロ・モスケラ・パラダ (Pedro Mosquera Parada, 1988年4月21日 - ）は、スペイン・ガリシア州ア・コルーニャ出身のサッカー選手。ポジションはMF。セグンダ・ディビシオンのADアルコルコンに所属している。

## クラブ
2006年にレアル・マドリード・カスティージャでプロデビュー。2010年にレアル・マドリードのトップチームに昇格し2010年3月25日、ヘタフェCF戦に出場した。2010年7月、ヘタフェCFに4年契約で移籍した。なおこの契約には買い戻しオプションが付いている。2012年1月からは期限付き移籍の形で再びカスティージャでプレーした。2014年7月、エルチェCFに加入した。2015年7月27日、デポルティーボ・ラ・コルーニャに移籍。
2019年8月、SDウエスカへ移籍。
2022年7月8日、ADアルコルコンに移籍した。

## 代表
スペイン代表にはU-17、U-19でプレーした。